# Panna Maria Svatohorská
Soška Panny Marie Svatohorské je cennou historickou památkou, která je umístěna na stříbrném oltáři na Svaté Hoře v Příbrami.

## O sošce
Soška je ukázkou gotické práce. O tom, kdo sošku skutečně vytvořil, nejsou podané žádné zprávy. Bohuslav Balbín sice připisuje autorství prvnímu pražskému arcibiskupovi Arnoštu z Pardubic, je ale možné, že ten pouze pověřil někoho tím, aby sošku vytvořil. Soška byla umístěna v jeho kapli na tvrzi, kde pobýval. Tato tvrz se v současné době nazývaná Zámečkem-Ernestinem a stále stojí v centru města Příbram.
Soška je vyřezána z hruškového dřeva a měří přibližně 50 cm. Původně mělo dřevo světlou barvu, ale působením času ztmavlo. Je oblékána do šatiček, jejichž barva odpovídá určitému liturgickému období. Šatičky sošce věnují věřící již celá staletí. Jedny jsou věnované od Marie Terezie a právě tyto by měly být vyrobené z jejích svatebních šatů.

## Korunovace
Od roku 1640 na popud jezuity Alexandra Sforzy Pallaviciniho zavedla papežská konzistoř v Římě korunování mariánských poutních obrazů a soch. Každé korunovaci předcházel několikaletý proces schvalování zázraků. V českých zemích se této výsady dostalo pouze třem madonám (Svatohorské, Svatokopecké v Olomouci a Svatotomášské v Brně). Ke korunovaci Svatohorské Madony došlo 22. června roku 1732. Korunky Panny Marie a Ježíška, stejně jako roucho zdobené drahokamy vytvořil pražský zlatník Jan Ferdinand Schachtel. Slavnost výročí korunovace patří od té doby mezi nejvýznamnější poutě na Svaté Hoře. V rámci poutě je milostná soška rovněž nesena v průvodu na nosítkách.

## Milosti Panny Marie Svatohorské
Po celá staletí jsou se Svatou Horou a s milostnou soškou spojovány zázraky, při kterých se ctitelé Panny Marie objevily v nebezpečí, ale byli na její přímluvu zachráněni. Těchto „milostí“ je v kronikách zapsáno přes čtyři tisíce. V 18. století došlo k výzdobě stropů ambitů na Svaté Hoře sta obrazy zobrazující motivy sta milostí. Společnými znaky všech obrazů je zmenšený obraz Panny Marie Svatohorské, letopočet, kdy se daná událost stala a číslo, pod kterém lze nalézt popsaný příběh, který obraz reprezentuje. Příběhy spolu nijak nesouvisí, ale v každé části ambitů převažují zázraky spjaté s určitou tematikou. V severní části ambitů najdeme zázraky spjaté s vodním živlem, nejčastěji se jedná o nějaké povodně. V části východní to jsou zázraky spjaté s pádem, ať už s pádem z koně, z vozu, nebo z vysoké budovy. V jižní části ambitů souvisí tematika obrazů se zdivočelými zvířaty, válkou, nebo morem. V části západní se jedná o střelné zbraně, oheň a blesk.

## Putování
První historická zmínka o sošce jako takové pochází z roku 1611, kdy vyhořel kostel sv. Jana Evangelisty, kde byla soška umístěna. Tento rok, tedy lze považovat za rok, kdy byla soška přesunuta na Svatou Horu. Historie sošky před tímto rokem je opředena tajemstvím, avšak z ústního vyprávění vychází najevo, že soška byla na počátku husitských bouří schována v příbramských dolech a po uklidnění situace byla přesunuta do kostela sv. Jakuba a posléze právě do kostela sv. Jana Evangelisty.
Přesun na Svatou Horu v roce 1611 nebyl ale jediný, který sošku čekal. V průběhu historie byla soška několikrát ukrývána hlavně v obdobích válečných. Vždy se ale bezpečně vrátila zpět na Svatou Horu. V cyklu jednadvaceti nástěnných lunetových obrazů mapujících historii Svaté Hory, najdeme tři obrazy týkající se právě této tematiky. Na prvním odnáší na počátku třicetileté války příbramský měšťan Pavel Klouboučník sošku k sobě domů, aby byla ukryta před vojsky. Na dalším obraze po té můžeme vidět jak je soška ukryta v lesích u Obecnice při konci třicetileté války, při vpádu Švédů. Na třetím je znázorněn přesun sošky do Smolotel v roce 1866 z důvodu Prusko-rakouské války.
Ne vždy ale byla soška přesunuta pouze z důvodu ohrožení. V roce 1652 ji dva jezuité odnesli do Prahy, aby mohla být uctívána nejenom v Příbrami. V Praze byla soška umístěna v kostele Nejsvětějšího Salvátora v Klementinu, v kapli svatého Ignáce.